# 尼科氏咽鱂
尼科氏咽鱂，為輻鰭魚綱鯉齒目鰕鱂亞目溪鱂科的其中一種，為熱帶淡水魚，分布於南美洲委內瑞拉流域，體長可達3公分，棲息在森林覆蓋的溪流底中層水域，生活習性不明。

## 擴展閱讀
維基物種上的相關：尼科氏咽鱂